# 豚丼
豚丼（日语：ぶたどん）把豬肉調理過後放在米飯上的一種丼物料理。

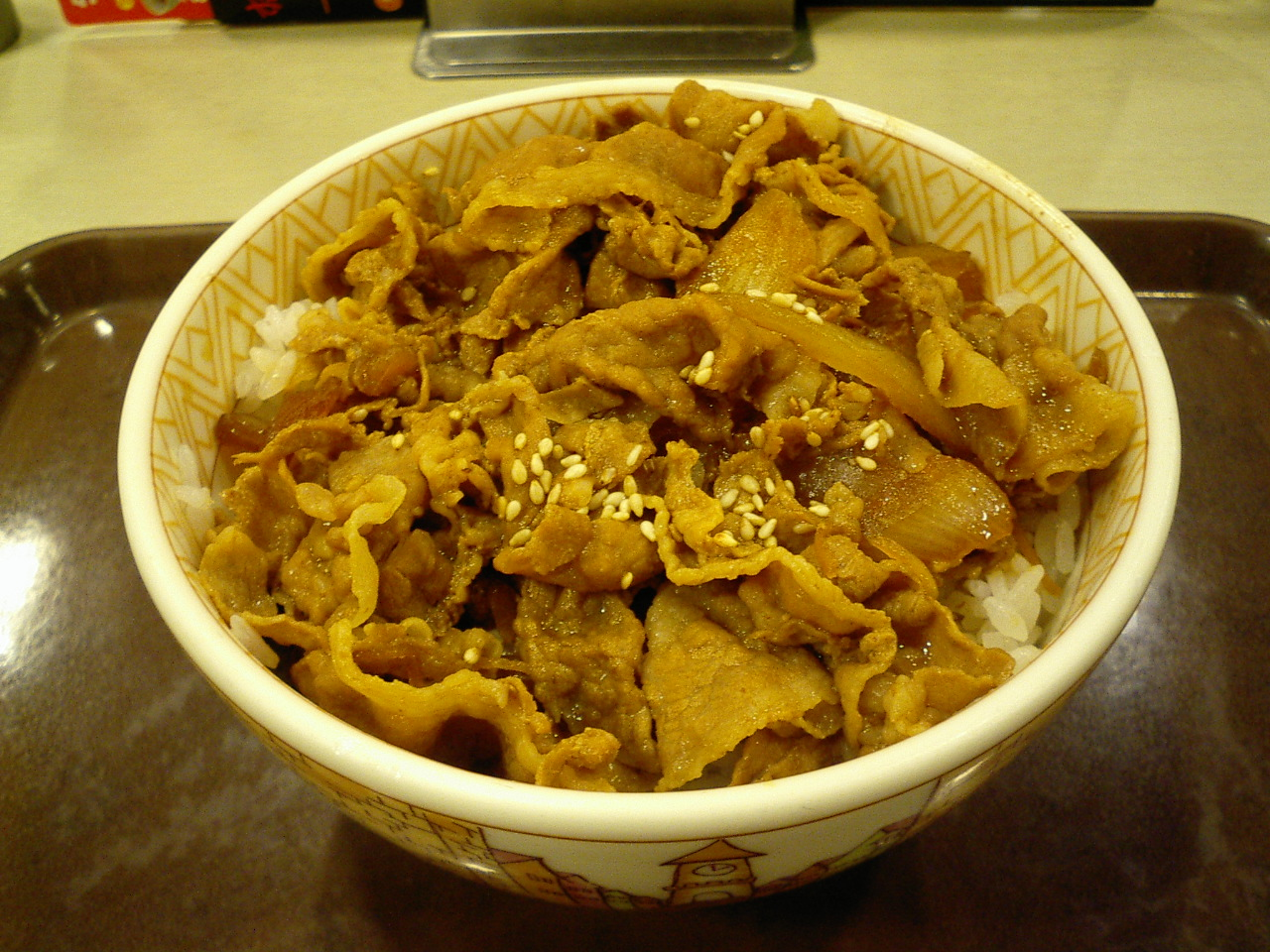

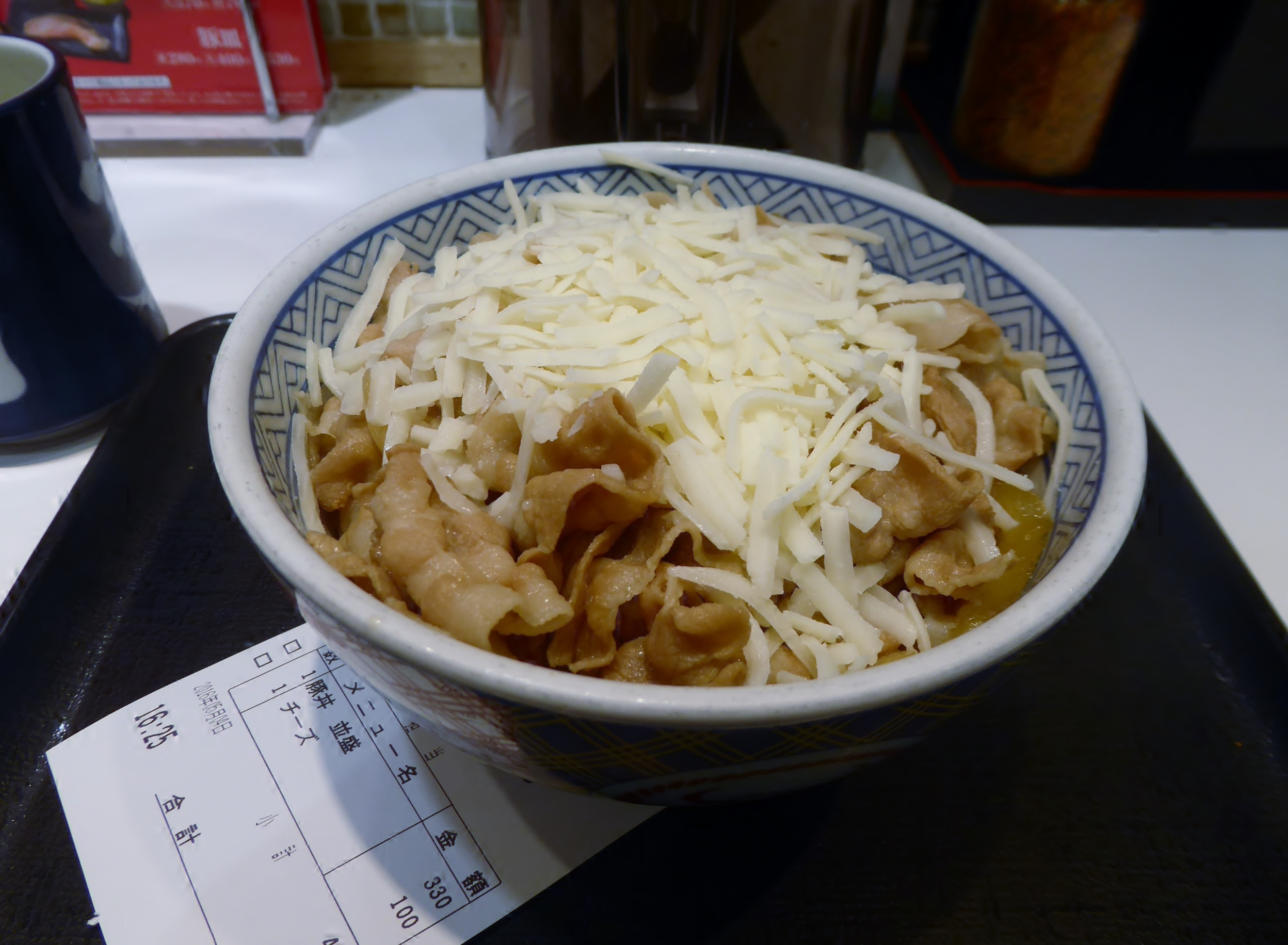

## 概要
像牛丼一樣的調味方式，用煮熟調味過的豬肉放在大碗的飯上。一方面使用燒肉的方法，也有像連鎖牛丼店使用佐料的煮法。燒肉系列的丼飯使用的調味料也和其他種類不太相同，所以這些系列總稱為豚丼。

## 當作其他外食的豚丼

### 豚丼
在大阪有非常多家店鋪，「とん丼亭」這家店利用豬肉加入泡菜和韭菜炒的獨特丼物，現在這道料有一間店正營業中，菜單上的「とん丼」將會更改菜名。

### 大學丼
大學丼的由來是根據鄰近大學的地域縝密來取名的。大學丼祭一年一度會舉行的活動。

## 豚丼日
發行家庭用豚丼的醬的製造商ソラチ公司在2010年2月時向日本紀念日協會登記2/10是豚丼日，然後舉行宣傳、消費擴大的活動。